# 1346

## Esdeveniments
Països Catalans
- Cocentaina - Pere IV emet un decret reial per a Roger de Llúria permetent-hi la fira de Tots Sants.

Món
- Lluís IV de Baviera és deposat del càrrec d'emperador del Sacre Imperi Romanogermànic
- 26 de juliol - Té lloc la Batalla de Caen, en la Guerra dels Cent Anys.
- 24 d'agost - Té lloc la batalla de Blanchetaque, en la Guerra dels Cent Anys.
- 26 d'agost - Té lloc la batalla de Crécy, en la Guerra dels Cent Anys.
- 4 de setembre - Comença el Setge de Calais, en la Guerra dels Cent Anys.